# Kameneț, Kărdjali
Kameneț (în bulgară Каменец) este un sat în comuna Momcilgrad, regiunea Kărdjali,  Bulgaria. 

## Demografie
Componența etnică a satului Kameneț
     Nicio identificare (100%)
     Altele (0%)
La recensământul din 2011, populația satului Kameneț era de 34 locuitori. . Pentru 100% din locuitori nu este cunoscută apartenența etnică.